# Drive Girls
Drive Girls (新星抜擢ドライブガールズ?, Shinsei batteki doraibugāruzu) è un videogioco del 2017 per PlayStation Vita, che combina il genere hack and slash a quello automobilistico.
Il gioco, come altri sviluppati dalla Tamsoft, azienda nota per la serie Senran Kagura, presenta fra un combattimento e l'altro sezioni narrative in stile visual novel che hanno come protagoniste ammiccanti ragazze doppiate da attrici giapponesi.

## Trama
Lanciera Revolution, detta Lancier, è una giovane che vorrebbe superare l'esame per entrare nell'Emergency Response Team (ERT). Ma la mattina dell'esame non fa in tempo a presentarsi, dato che tre ragazze le chiedono aiuto per differenti ragioni prima che l'esame inizi. Mentre Lancier si dispera, arriva Ms. R, che la sottopone a un altro test, al termine del quale la fa entrare in un'organizzazione speciale, affiliata alla ERT, di cui è la comandante: le Drive Girls. Queste utilizzano armi chiamate Carms, maneggiabili come spade e con il potere di trasformare in automobili chi le possiede. Lo scopo delle Drive Girls è far fronte alla minaccia rappresentata dai Bugs, insetti meccanici dall'origine ignota che hanno fatto la loro comparsa sulla Sun Isle. Qui Lancier si ritrova a combattere a fianco delle stesse tre ragazze che aveva incontrato la mattina dell'esame: Regalith, Galaxa e Seven.

## Doppiaggio
- Aimi Tanaka – Lancier
- Yumi Hara – Regalith
- Satsumi Matsuda – Seven
- Aoi Koga – Galaxa
- Toa Yukinari – Comandante
- Sayuri Hara – Naviko